# Alevga
Alevga era una pequeña aldea situada en la región Tylliria / Dillirga de Chipre, a tres kilómetros de Pakhyamos y cuatro kilómetros de la costa. 
El significado de Alevga no es claro. Los Turco - Chipriotas adoptaron el nombre alternativo de Alevkaya en 1958, lo que significa, literalmente, «la roca de llama»o «roca en llamas».

## Conflicto Intercomunal

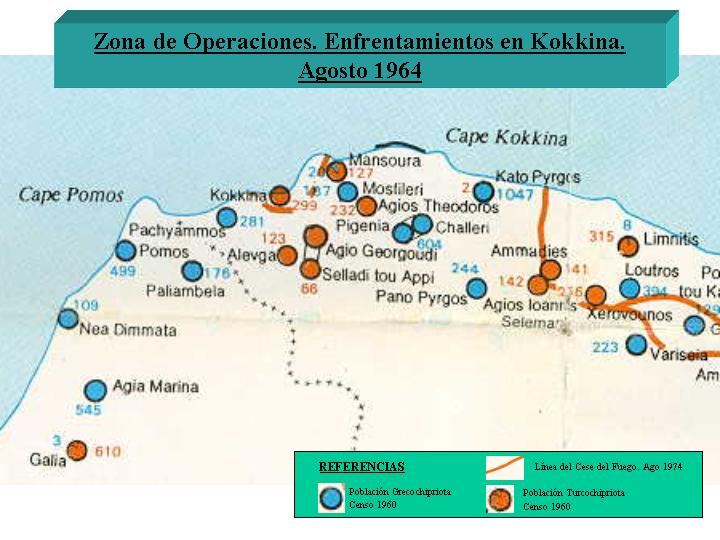
Kokkina. Composición étnica de las localidades de los alrededores - 1960

.De 1891 a 1960, el pueblo fue solo habitado por turco-chipriotas. Aunque la población ha fluctuado en las primeras décadas del siglo XX, en última instancia, se produjo un aumento constante de 60 en 1891 a 123 en 1960.
Todos los habitantes turcos de Alevga / Alevkaya fueron desplazados en 1964. El pueblo fue evacuado por UNFICYP en agosto de 1964, cuando la zona estaba siendo atacada por las tropas grecochipriotas del general Grivas. La mayoría de los turcochipriotas buscaron refugio en el enclave de Kokkina / Erenköy. Permanecieron allí hasta 1976, cuando fueron trasladados de nuevo a la parte de la isla controlada por los turcos. La mayoría se instaló en el pueblo grecochipriota de Yialousa, en la península de Karpasia / Karpaz.

## Población actual
El pueblo ha permanecido abandonado desde 1964. La totalidad de sus casas y los edificios están en ruinas.